# Großer Preis der Eifel 2020
Der Große Preis der Eifel 2020 (offiziell Formula 1 Aramco Großer Preis der Eifel 2020) fand am 11. Oktober auf dem Nürburgring in Nürburg statt und war das elfte Rennen der Formel-1-Weltmeisterschaft 2020.

## Bericht

### Hintergründe
Nach dem Großen Preis von Russland führte Lewis Hamilton in der Fahrerwertung mit 44 Punkten vor Valtteri Bottas und mit 77 Punkten vor Max Verstappen. In der Konstrukteurswertung führte Mercedes mit 174 Punkten vor Red Bull Racing und mit 260 Punkten vor McLaren.
Wegen der COVID-19-Pandemie wurden verschiedene Rennen der Formel-1-Weltmeisterschaft 2020 abgesagt oder verschoben. Am 24. Juli 2020 veröffentlichten die Veranstalter der Formel-1-Weltmeisterschaft weitere Rennen des überarbeiteten Rennkalenders. Mit dabei war ein Rennen auf dem Nürburgring, auf dem damit erstmals seit 2013 wieder ein Rennen zur Formel-1-Weltmeisterschaft stattfand. Da die Namensrechte an der Bezeichnung Großer Preis von Deutschland dem Automobilclub von Deutschland gehören, das Rennen jedoch vom ADAC organisiert wurde, musste es einen anderen Namen tragen.
Kurz vor dem Beginn des dritten freien Trainings wurde bekannt, dass Lance Stroll wegen gesundheitlicher Beschwerden weder am Training noch am Qualifying teilnehmen könne. Als Ersatz wurde Nico Hülkenberg genannt. Hülkenberg befand sich zu diesem Zeitpunkt im rund 100 km entfernten Köln. Da am selben Abend Dreharbeiten für RTL geplant waren, hatte er sowieso die Anreise zum Nürburgring geplant. Er verpasste jedoch wegen der vor Ort notwendigen Formalitäten das freie Training, sodass er das Qualifying ohne Trainingseinsatz fuhr.
Da der Große Preis der Eifel erstmals ausgetragen wurde, trat kein ehemaliger Sieger zu diesem Grand Prix an. Hamilton und Sebastian Vettel gewannen auf dem Nürburgring in der Vergangenheit jeweils einmal den Großen Preis von Deutschland, der zuletzt 2013 dort stattfand.
Als Rennkommissare für dieses Rennwochenende fungierten Gerd Ennser (DEU), Mathieu Remmerie (BEL), Derek Warwick (GBR) und Andy Witkowski (DEU).

### Training
Das erste und das zweite freie Training am Freitag mussten abgesagt werden, weil die Helikopter für einen Krankentransport wegen Nebels nicht hätten starten bzw. landen können. Die geplanten Einsätze im ersten freien Training für Callum Ilott (Haas) und Mick Schumacher (Alfa Romeo Racing) kamen dadurch nicht zustande. 
Im dritten freien Training fuhr Bottas mit 1:26,225 Minuten die Bestzeit vor Hamilton und Charles Leclerc.

### Qualifying
Das Qualifying bestand aus drei Teilen mit einer Nettolaufzeit von 45 Minuten. Im ersten Qualifying-Segment (Q1) hatten die Fahrer 18 Minuten Zeit, um sich für das Rennen zu qualifizieren. Alle Fahrer, die im ersten Abschnitt eine Zeit erzielten, die maximal 107 Prozent der schnellsten Rundenzeit betrug, qualifizierten sich für den Grand Prix. Die besten 15 Fahrer erreichten den nächsten Teil. Verstappen war Schnellster. Hülkenberg, Kimi Räikkönen, die beiden Williams-Piloten und Romain Grosjean schieden aus.
Der zweite Abschnitt (Q2) dauerte 15 Minuten. Die schnellsten zehn Piloten qualifizierten sich für den dritten Teil des Qualifyings und mussten mit den hier verwendeten Reifen das Rennen starten, alle anderen hatten freie Reifenwahl für den Rennstart. Hamilton war Schnellster. Kevin Magnussen, Antonio Giovinazzi, die beiden AlphaTauri-Piloten und Vettel schieden aus. 
Der letzte Abschnitt (Q3) ging über eine Zeit von zwölf Minuten, in denen die ersten zehn Startpositionen vergeben wurden. Bottas fuhr mit einer Rundenzeit von 1:25,269 Minuten die Bestzeit vor Hamilton und Verstappen. Es war die 14. Pole-Position für Bottas in der Formel-1-Weltmeisterschaft, davon die dritte in dieser Saison.

### Rennen
Beim Start blieb Bottas trotz eines besseren Starts von Hamilton vorne. Wegen eines Bremsplatten wechselte Alexander Albon in der achten Runde auf die Medium-Mischung. Daniel Ricciardo überholte Leclerc und lag nun auf Platz vier. 
In Runde 13 verbremste sich Bottas am Ende der Start-Ziel-Geraden, sodass Hamilton die Führung übernehmen konnte. Bottas fuhr an die Box und wechselte auf Medium. Weiter hinten kollidierte Räikkönen mit George Russell, der daraufhin das Rennen beenden musste. Räikkönen wurde für diese Aktion mit einer Zehnsekundenstrafe belegt. Das darauf folgende virtuelle Safety Car nutzten Hamilton und Verstappen für ihren Boxenstopp, wodurch Verstappen an Bottas vorbeiging.
Zwei Runden später verlor Bottas Leistung und musste kurz darauf sein Fahrzeug an der Box abstellen. Auch Esteban Ocon stellte seinen Wagen wegen eines Hydraulikproblems ab. Zur gleichen Zeit erhielt Albon eine Fünfsekundenstrafe, weil er eine Kollision mit Daniil Kwjat verursacht hatte. Kurz darauf musste aber auch er sein Fahrzeug wegen eines technischen Problems abstellen.
Lando Norris meldete per Funk an seine Box Leistungsverlust, wurde von seinem Renningenieur jedoch aufgefordert, weiterzufahren. In den folgenden Runden fiel er deutlich zurück und musste das Rennen in Runde 45 schließlich aufgeben. Da er den Wagen an einer potenziell gefährlichen Stelle abgestellt hatte, schickte die Rennleitung zur gefahrlosen Bergung des Fahrzeugs das Safety Car auf die Strecke. Die meisten Piloten nutzten diese Gelegenheit zu einem weiteren Reifenwechsel.
Beim Restart blieben die Positionen unverändert, Verstappen musste sich gegen einen Überholversuch von Ricciardo verteidigen.
Hamilton gewann das Rennen vor Verstappen und Ricciardo. Mit seinem 91. Sieg in der Formel-1-Weltmeisterschaft stellte Hamilton den Rekord von Michael Schumacher ein. Die restlichen Punkteplatzierungen belegten Sergio Pérez, Carlos Sainz jr., Pierre Gasly, Leclerc, Hülkenberg, Grosjean und Giovinazzi. Die schnellste Rennrunde fuhr Verstappen, der dafür einen zusätzlichen Punkt erhielt.
In der Gesamtwertung baute Hamilton seine Führung auf Bottas und Verstappen aus. In der Konstrukteurswertung überholte Racing Point McLaren und war nun Dritter.

## Meldeliste
| Team                          | Nr. | Fahrer             | Chassis                            | Motor                              | Reifen |
| ----------------------------- | --- | ------------------ | ---------------------------------- | ---------------------------------- | ------ |
| Mercedes-AMG Petronas F1 Team | 44  | Lewis Hamilton     | Mercedes-AMG F1 W11 EQ Performance | Mercedes-AMG F1 M11 EQ Performance | P      |
| Mercedes-AMG Petronas F1 Team | 77  | Valtteri Bottas    | Mercedes-AMG F1 W11 EQ Performance | Mercedes-AMG F1 M11 EQ Performance | P      |
| Scuderia Ferrari              | 05  | Sebastian Vettel   | Ferrari SF1000                     | Ferrari 065                        | P      |
| Scuderia Ferrari              | 16  | Charles Leclerc    | Ferrari SF1000                     | Ferrari 065                        | P      |
| Aston Martin Red Bull Racing  | 33  | Max Verstappen     | Red Bull Racing RB16               | Honda RA620H                       | P      |
| Aston Martin Red Bull Racing  | 23  | Alexander Albon    | Red Bull Racing RB16               | Honda RA620H                       | P      |
| McLaren F1 Team               | 55  | Carlos Sainz jr.   | McLaren MCL35                      | Renault E-Tech 20                  | P      |
| McLaren F1 Team               | 04  | Lando Norris       | McLaren MCL35                      | Renault E-Tech 20                  | P      |
| Renault DP World F1 Team      | 03  | Daniel Ricciardo   | Renault R.S.20                     | Renault E-Tech 20                  | P      |
| Renault DP World F1 Team      | 31  | Esteban Ocon       | Renault R.S.20                     | Renault E-Tech 20                  | P      |
| Scuderia AlphaTauri Honda     | 26  | Daniil Kwjat       | AlphaTauri AT01                    | Honda RA620H                       | P      |
| Scuderia AlphaTauri Honda     | 10  | Pierre Gasly       | AlphaTauri AT01                    | Honda RA620H                       | P      |
| BWT Racing Point F1 Team      | 11  | Sergio Pérez       | Racing Point RP20                  | BWT Mercedes                       | P      |
| BWT Racing Point F1 Team      | 27  | Nico Hülkenberg    | Racing Point RP20                  | BWT Mercedes                       | P      |
| Alfa Romeo Racing Orlen       | 07  | Kimi Räikkönen     | Alfa Romeo Racing C39              | Ferrari 065                        | P      |
| Alfa Romeo Racing Orlen       | 99  | Antonio Giovinazzi | Alfa Romeo Racing C39              | Ferrari 065                        | P      |
| Haas F1 Team                  | 08  | Romain Grosjean    | Haas VF-20                         | Ferrari 065                        | P      |
| Haas F1 Team                  | 20  | Kevin Magnussen    | Haas VF-20                         | Ferrari 065                        | P      |
| Williams Racing               | 63  | George Russell     | Williams FW43                      | Mercedes-AMG F1 M11 EQ Performance | P      |
| Williams Racing               | 06  | Nicholas Latifi    | Williams FW43                      | Mercedes-AMG F1 M11 EQ Performance | P      |

## Klassifikationen

### Qualifying
| Pos.                                                                      | Fahrer             | Konstrukteur              | Q1       | Q2       | Q3       | Start |
| ------------------------------------------------------------------------- | ------------------ | ------------------------- | -------- | -------- | -------- | ----- |
| 01                                                                        | Valtteri Bottas    | Mercedes                  | 1:26,573 | 1:25,971 | 1:25,269 | 01    |
| 02                                                                        | Lewis Hamilton     | Mercedes                  | 1:26,620 | 1:25,390 | 1:25,525 | 02    |
| 03                                                                        | Max Verstappen     | Red Bull Racing-Honda     | 1:26,319 | 1:25,467 | 1:25,562 | 03    |
| 04                                                                        | Charles Leclerc    | Ferrari                   | 1:26,857 | 1:26,240 | 1:26,035 | 04    |
| 05                                                                        | Alexander Albon    | Red Bull Racing-Honda     | 1:27,126 | 1:26,285 | 1:26,047 | 05    |
| 06                                                                        | Daniel Ricciardo   | Renault                   | 1:26,836 | 1:26,096 | 1:26,223 | 06    |
| 07                                                                        | Esteban Ocon       | Renault                   | 1:27,086 | 1:26,364 | 1:26,242 | 07    |
| 08                                                                        | Lando Norris       | McLaren-Renault           | 1:26,829 | 1:26,316 | 1:26,458 | 08    |
| 09                                                                        | Sergio Pérez       | Racing Point-BWT Mercedes | 1:27,120 | 1:26,330 | 1:26,704 | 09    |
| 10                                                                        | Carlos Sainz jr.   | McLaren-Renault           | 1:27,378 | 1:26,361 | 1:26,709 | 10    |
| 11                                                                        | Sebastian Vettel   | Ferrari                   | 1:27,107 | 1:26,738 | –        | 11    |
| 12                                                                        | Pierre Gasly       | AlphaTauri-Honda          | 1:27,072 | 1:26,776 | –        | 12    |
| 13                                                                        | Daniil Kwjat       | AlphaTauri-Honda          | 1:27,285 | 1:26,848 | –        | 13    |
| 14                                                                        | Antonio Giovinazzi | Alfa Romeo Racing-Ferrari | 1:27,532 | 1:26,936 | –        | 14    |
| 15                                                                        | Kevin Magnussen    | Haas-Ferrari              | 1:27,231 | 1:27,125 | –        | 15    |
| 16                                                                        | Romain Grosjean    | Haas-Ferrari              | 1:27,552 | –        | –        | 16    |
| 17                                                                        | George Russell     | Williams-Mercedes         | 1:27,564 | –        | –        | 17    |
| 18                                                                        | Nicholas Latifi    | Williams-Mercedes         | 1:27,812 | –        | –        | 18    |
| 19                                                                        | Kimi Räikkönen     | Alfa Romeo Racing-Ferrari | 1:27,817 | –        | –        | 19    |
| 20                                                                        | Nico Hülkenberg    | Racing Point-BWT Mercedes | 1:28,021 | –        | –        | 20    |
| 107-Prozent-Zeit: 1:32,361 min (bezogen auf Q1-Bestzeit von 1:26,319 min) |                    |                           |          |          |          |       |

### Rennen
| Pos. | Fahrer             | Konstrukteur              | Runden | Stopps | Zeit        | Start | Schnellste Runde |
| ---- | ------------------ | ------------------------- | ------ | ------ | ----------- | ----- | ---------------- |
| 01   | Lewis Hamilton     | Mercedes                  | 60     | 2      | 1:35:49,641 | 02    | 1:28,145 (58.)   |
| 02   | Max Verstappen     | Red Bull Racing-Honda     | 60     | 2      | + 4,470     | 03    | 1:28,139 (60.)   |
| 03   | Daniel Ricciardo   | Renault                   | 60     | 2      | + 14,613    | 06    | 1:29,584 (53.)   |
| 04   | Sergio Pérez       | Racing Point-BWT Mercedes | 60     | 2      | + 16,070    | 09    | 1:29,700 (58.)   |
| 05   | Carlos Sainz jr.   | McLaren-Renault           | 60     | 2      | + 21,905    | 10    | 1:30,129 (53.)   |
| 06   | Pierre Gasly       | AlphaTauri-Honda          | 60     | 2      | + 22,766    | 12    | 1:30,110 (53.)   |
| 07   | Charles Leclerc    | Ferrari                   | 60     | 2      | + 30,814    | 04    | 1:30,712 (54.)   |
| 08   | Nico Hülkenberg    | Racing Point-BWT Mercedes | 60     | 2      | + 32,596    | 20    | 1:30,733 (58.)   |
| 09   | Romain Grosjean    | Haas-Ferrari              | 60     | 1      | + 39,081    | 16    | 1:31,562 (54.)   |
| 10   | Antonio Giovinazzi | Alfa Romeo Racing-Ferrari | 60     | 2      | + 40,035    | 14    | 1:30,909 (38.)   |
| 11   | Sebastian Vettel   | Ferrari                   | 60     | 2      | + 40,810    | 11    | 1:30,408 (43.)   |
| 12   | Kimi Räikkönen     | Alfa Romeo Racing-Ferrari | 60     | 2      | + 41,476    | 19    | 1:30,512 (54.)   |
| 13   | Kevin Magnussen    | Haas-Ferrari              | 60     | 2      | + 49,585    | 15    | 1:30,456 (37.)   |
| 14   | Nicholas Latifi    | Williams-Mercedes         | 60     | 2      | + 54,449    | 18    | 1:31,377 (39.)   |
| 15   | Daniil Kwjat       | AlphaTauri-Honda          | 60     | 2      | + 55,588    | 13    | 1:32,214 (41.)   |
| –    | Lando Norris       | McLaren-Renault           | 42     | 1      | DNF         | 08    | 1:32,328 (40.)   |
| –    | Alexander Albon    | Red Bull Racing-Honda     | 23     | 1      | DNF         | 05    | 1:32,330 (09.)   |
| –    | Esteban Ocon       | Renault                   | 22     | 0      | DNF         | 07    | 1:33,189 (21.)   |
| –    | Valtteri Bottas    | Mercedes                  | 18     | 1      | DNF         | 01    | 1:31,884 (08.)   |
| –    | George Russell     | Williams-Mercedes         | 12     | 1      | DNF         | 17    | 1:34,526 (06.)   |

Anmerkungen
1. ↑  Albon erhielt eine Zeitstrafe von fünf Sekunden für das Verursachen einer Kollision.

## WM-Stände nach dem Rennen
Die ersten zehn des Rennens bekamen 25, 18, 15, 12, 10, 8, 6, 4, 2 bzw. 1 Punkt(e). Zusätzlich gab es einen Punkt für die schnellste Rennrunde, da der Fahrer unter den ersten zehn ins Ziel kam.

### Fahrerwertung
| Pos. | Fahrer           | Konstrukteur              | Punkte |
| ---- | ---------------- | ------------------------- | ------ |
| 01   | Lewis Hamilton   | Mercedes                  | 230    |
| 02   | Valtteri Bottas  | Mercedes                  | 161    |
| 03   | Max Verstappen   | Red Bull Racing-Honda     | 147    |
| 04   | Daniel Ricciardo | Renault                   | 78     |
| 05   | Sergio Pérez     | Racing Point-BWT Mercedes | 68     |
| 06   | Lando Norris     | McLaren-Renault           | 65     |
| 07   | Alexander Albon  | Red Bull Racing-Honda     | 64     |
| 08   | Charles Leclerc  | Ferrari                   | 63     |
| 09   | Lance Stroll     | Racing Point-BWT Mercedes | 57     |
| 10   | Pierre Gasly     | AlphaTauri-Honda          | 53     |
| 11   | Carlos Sainz jr. | McLaren-Renault           | 51     |

| Pos. | Fahrer             | Konstrukteur              | Punkte |
| ---- | ------------------ | ------------------------- | ------ |
| 12   | Esteban Ocon       | Renault                   | 36     |
| 13   | Sebastian Vettel   | Ferrari                   | 17     |
| 14   | Daniil Kwjat       | AlphaTauri-Honda          | 14     |
| 15   | Nico Hülkenberg    | Racing Point-BWT Mercedes | 10     |
| 16   | Antonio Giovinazzi | Alfa Romeo Racing-Ferrari | 3      |
| 17   | Kimi Räikkönen     | Alfa Romeo Racing-Ferrari | 2      |
| 18   | Romain Grosjean    | Haas-Ferrari              | 2      |
| 19   | Kevin Magnussen    | Haas-Ferrari              | 1      |
| 20   | Nicholas Latifi    | Williams-Mercedes         | 0      |
| 21   | George Russell     | Williams-Mercedes         | 0      |

### Konstrukteurswertung
| Pos. | Konstrukteur              | Punkte |
| ---- | ------------------------- | ------ |
| 1    | Mercedes                  | 391    |
| 2    | Red Bull Racing-Honda     | 211    |
| 3    | Racing Point-BWT Mercedes | 120    |
| 4    | McLaren-Renault           | 116    |
| 5    | Renault                   | 114    |

| Pos. | Konstrukteur              | Punkte |
| ---- | ------------------------- | ------ |
| 06   | Ferrari                   | 80     |
| 07   | AlphaTauri-Honda          | 67     |
| 08   | Alfa Romeo Racing-Ferrari | 5      |
| 09   | Haas-Ferrari              | 3      |
| 10   | Williams-Mercedes         | 0      |